# Scottish Division One 1936-1937
La Scottish Division One 1936-1937 è stata la 47ª edizione della massima serie del campionato scozzese di calcio, disputato tra l'8 agosto 1936 e il 30 aprile 1937 e concluso con la vittoria dei Rangers, al loro ventitreesimo titolo.
Capocannoniere del torneo è stato David Wilson (Hamilton Academical) con 34 reti.

## Classifica finale
Fonte:
|  | Pos. | Squadra             | Pt | G  | V  | N  | P  | GF | GS  | QR    |
|  | ---- | ------------------- | -- | -- | -- | -- | -- | -- | --- | ----- |
|  | 1.   | Rangers             | 61 | 38 | 26 | 9  | 3  | 88 | 32  | 2,750 |
|  | 2.   | Aberdeen            | 54 | 38 | 23 | 8  | 7  | 89 | 44  | 2,023 |
|  | 3.   | Celtic              | 52 | 38 | 22 | 8  | 8  | 89 | 58  | 1,534 |
|  | 4.   | Motherwell          | 51 | 38 | 22 | 7  | 9  | 96 | 54  | 1,778 |
|  | 5.   | Hearts              | 51 | 38 | 24 | 3  | 11 | 99 | 60  | 1,650 |
|  | 6.   | Third Lanark        | 46 | 38 | 20 | 6  | 12 | 79 | 61  | 1,295 |
|  | 7.   | Falkirk             | 44 | 38 | 19 | 6  | 13 | 98 | 66  | 1,485 |
|  | 8.   | Hamilton Academical | 41 | 38 | 18 | 5  | 15 | 91 | 96  | 0,948 |
|  | 9.   | Dundee              | 39 | 38 | 12 | 15 | 11 | 58 | 69  | 0,841 |
|  | 10.  | Clyde               | 38 | 38 | 16 | 6  | 16 | 59 | 70  | 0,843 |
|  | 11.  | Kilmarnock          | 37 | 38 | 14 | 9  | 15 | 60 | 70  | 0,857 |
|  | 12.  | St. Johnstone       | 36 | 38 | 14 | 8  | 16 | 74 | 68  | 1,088 |
|  | 13.  | Partick Thistle     | 34 | 38 | 11 | 12 | 15 | 73 | 68  | 1,074 |
|  | 14.  | Arbroath            | 31 | 38 | 13 | 5  | 20 | 57 | 84  | 0,679 |
|  | 15.  | Queen's Park        | 30 | 38 | 9  | 12 | 17 | 51 | 77  | 0,662 |
|  | 16.  | St. Mirren          | 29 | 38 | 11 | 7  | 20 | 68 | 81  | 0,840 |
|  | 17.  | Hibernian           | 25 | 38 | 6  | 13 | 19 | 54 | 83  | 0,651 |
|  | 18.  | Queen of the South  | 24 | 38 | 8  | 8  | 22 | 49 | 95  | 0,516 |
|  | 19.  | Dunfermline         | 21 | 38 | 5  | 11 | 22 | 65 | 98  | 0,663 |
|  | 20.  | Albion Rovers       | 16 | 38 | 5  | 6  | 27 | 53 | 116 | 0,457 |

Legenda:
      Campione di Scozia.
      Retrocesso in Division Two 1937-1938.
Regolamento:
Due punti a vittoria, uno a pareggio, zero a sconfitta.
A parità di punti, le posizioni in classifica venivano determinate sulla base del quoziente reti.